# 霍皮奧爾河
霍皮奧爾河流经俄羅斯的奔萨州、萨拉托夫州、沃罗涅日州、伏尔加格勒州，是頓河的左支流，河道全長979公里，流域面積61,100平方公里，河水闊度300米，323公里的河道可讓船隻航行。
霍皮奧爾河發源自奔薩西南，向西南轉南流入頓河。